# Histoire des Kiribati
Les îles qui composent les Kiribati ont été habitées depuis au moins 2000 ans, sans doute davantage. La population austronésienne qui constitue l'essentiel des habitants à l'époque contemporaine est restée en contact épisodique avec les navigateurs des Fidji, de Samoa et des Tonga, avant que les explorateurs occidentaux commencent à visiter les archipels qui la composent, assez tardivement. Devenues protectorat puis colonie britannique, qualifiées de « Cendrillon de l'Empire », une fois leurs ressources minières en phosphate épuisées, les Kiribati sont devenues indépendantes sous leur nom actuel en juillet 1979.

## Avant la colonisation
Habitées depuis environ deux mille ans, peut-être davantage par un peuple austronésien, parlant une seule et même langue, le gilbertin, avec pour auto-ethnonyme I-Tungaru, en contact épisodique avec des Fidjiens, des Tongiens et des Samoans, les Kiribati ont été « découvertes » plutôt tardivement par les explorateurs européens et de façon exhaustive seulement au tout début du XIXe siècle. Ces îles étaient occupées depuis au moins deux mille ans, sans doute bien davantage, par une population océanienne, porteuse d'une civilisation Lapita tardive et qui provenait sans doute du sud-est des Salomon ou du nord de Vanuatu. Dès le début de leur occupation, les Gilbertins doivent faire face aux conditions géographiques difficiles (ce sont uniquement des atolls, des îles basses, relativement sèches) et développent comme les habitants des Carolines et des îles Marshall, des techniques de navigation très particulières et élaborées (pirogue à balancier, astronomie). Ils restent en contact, au moins épisodique, avec leurs voisins immédiats. Ils développent des formes originales de démocratie parlementaire comme celle qui était encore en vigueur à Tabiteuea (litt. les chefs sont tabou) au début du XXe siècle et au contact des Européens des chefferies locales mais plutôt dans le nord des Gilbert. Lors de la toute première circumnavigation, l'équipage de Fernand de Magellan croise les îles Infortunées : selon toute vraisemblance, c'est une des trois îles de la Ligne méridionales, l'île du Millénaire, Vostok, voire Flint. Antonio Pigafetta la baptise « isola de' tiburoni » (en italien), l'île des Requins, car l'équipage peut y pêcher des requins en abondance. En revanche, ils n'y voient que des oiseaux et des arbres, dans une île qu'ils qualifient de déshabitée. L'île du Millénaire (ancienne Caroline) est à nouveau découverte en 1606 et baptisée San Bernardo par Queiros parti du Pérou.

## La colonisation

### Début de la colonisation

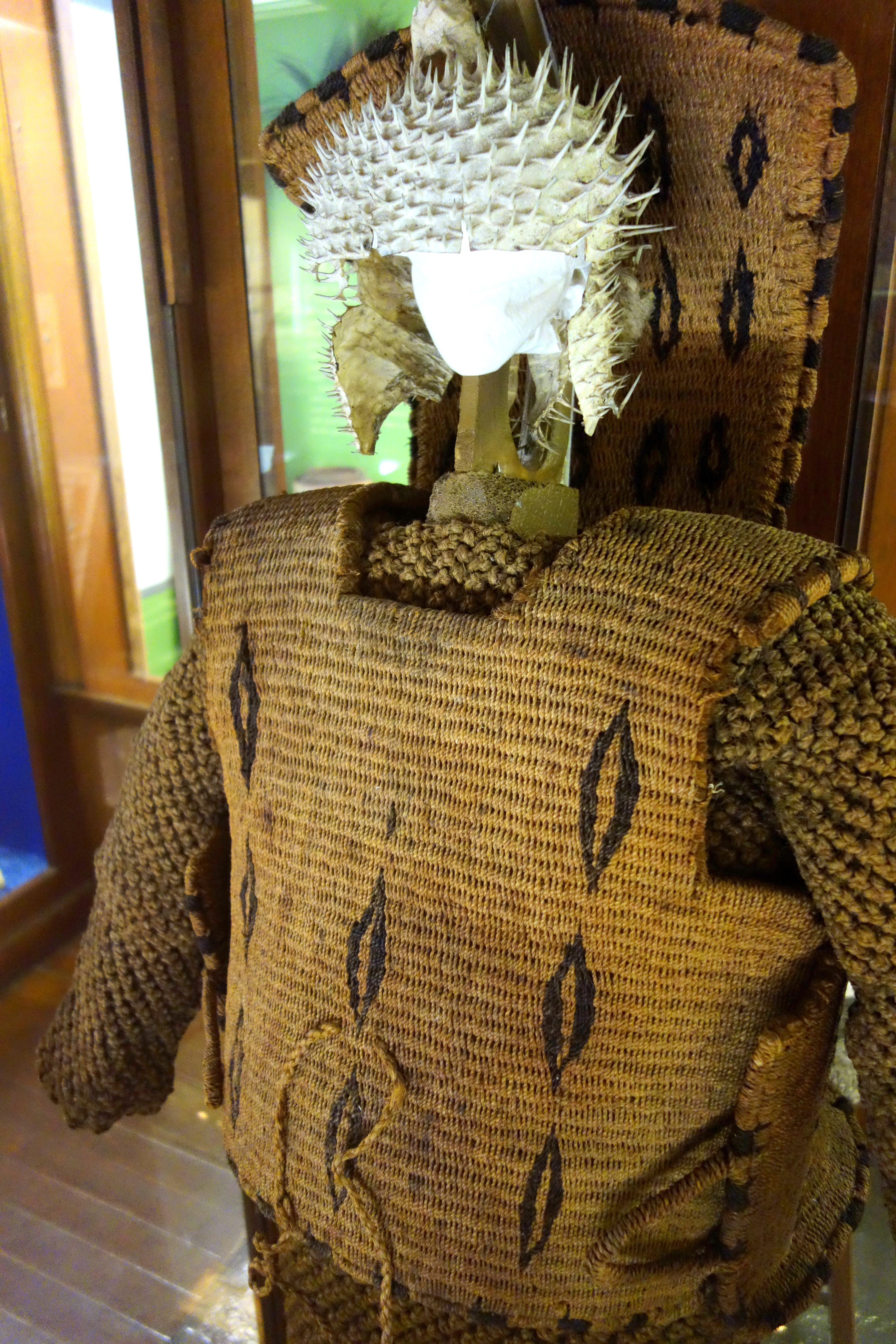
Armure et heaume, îles Gilbert, fin des années 1800, fibre de coco tissée, peau de poisson du genre Diodon ("poisson-hérisson"). Fairbanks Museum and Planetarium, à St. Johnsbury, dans le Vermont, aux États-Unis.

Les îles doivent leur nom actuel d'îles Gilbert (en français), à l'amiral Jean Adam de Krusenstern (un germano-balte, au service du tsar) qui les baptisa vers 1820 du nom du capitaine Thomas Gilbert, un Britannique qui les avait traversées en 1788, de conserve avec le capitaine John Marshall, pendant leur retour entre Botany Bay (future Sydney) et Canton. Mais c'est le capitaine Louis Isidore Duperrey qui, le premier, représenta les seize atolls des Gilbert comme un archipel unique — sur une carte de 1820, précédant de peu l'imposante publication hydrographique de Krusenstern. Elles font l'objet de l'expédition d'exploration américaine en 1841 (celle de Charles Wilkes) mais ne sont visitées que par son second, le lieutenant de vaisseau Hudson, sur le USS Peacock et le Flying Fish et sont marquées par le massacre de Tabiteuea avec destruction d'une importante mwaneaba. Les relevés hydrographiques sont cependant de qualité (ceux de Tarawa serviront encore en 1943). Elles sont ensuite visitées, irrégulièrement, par des baleiniers, des explorateurs, des Blackbirders et des Beachcombers et, à l'occasion, soumises au travail plus ou moins forcé dans des plantations ou des mines sud-américaines avec un important impact démographique. Robert Louis Stevenson les visite quelques mois en 1889 (lire Dans les mers du Sud). Les missionnaires, d'abord protestants — venus de Hawaii en 1857 (American Board of Commissioners for Foreign Missions) ou des Samoa (London Missionary Society, 1877) — puis catholiques en 1888 (Missionnaires du Sacré-Cœur), évangélisent les deux archipels et mettent par écrit leurs deux langues vernaculaires pour traduire la Bible.

### La colonisation britannique
En 1892, le Royaume-Uni place sous protectorat les seize îles Gilbert et les huit îles Ellice. Les îles de l'Union (devenues Tokelau) en font également partie de 1916 à 1925 (et formellement, jusqu'en 1948). Elles deviennent une colonie britannique le 12 janvier 1916, comprenant également les îles Ocean (Banaba), Fanning et Washington (depuis 1901) — ainsi que l'île de Christmas (à partir de 1919). En 1971, la colonie des îles Gilbert et Ellice obtient son autonomie interne complète, qui avait débuté en 1963. Les îles Gilbert subissent (en partie) l'occupation japonaise (fin 1941, la bataille de Tarawa y met fin en novembre 1943 tandis que l'île Ocean où était le chef-lieu de la colonie, reste occupée jusqu'en août 1945) et sont l'objet d'expériences nucléaires américano-britanniques (32 explosions sur Christmas entre 1957 et 1962). L'épuisement prévu des gisements de phosphate sur l'île Ocean, principale richesse de la colonie, précipite la marche vers l'indépendance. La British Phosphate Commissionners (BPC), un consortium essentiellement britannique, a exploité les richesses en phosphate en les revendant, à bas prix, aux agriculteurs australiens et néo-zélandais. Le plus long procès civil de l'histoire légale britannique a opposé les habitants de Banaba au gouvernement britannique et à la BPC : les habitants évacués sur Rabi (Fidji) obtinrent in fine 25 millions de dollars australiens en 1981.

## L'indépendance
En 1978, l'indépendance est accordée aux îles Ellice, séparées des Gilbert depuis octobre 1975 et qui prennent alors le nom des Tuvalu (« huit [îles] ensemble »), suivies des Kiribati, le 12 juillet 1979, 90 ans, jour pour jour, après l'arrivée de Stevenson. Kiribati est seulement la graphie, en gilbertin, de l'anglais Gilberts — où les lettres g, l, et s ne font pas partie de l'alphabet et où les syllabes sont ouvertes : ce n'est donc pas un nom nouveau, juste une transcription de l'ancien nom.
Le 20 septembre 1979, les États-Unis abandonnèrent toutes leurs prétentions sur les terres peu peuplées qu'ils revendiquaient des îles Phœnix et des îles de la Ligne qui restèrent donc rattachées aux Kiribati, en signant un traité (ratifié le 23 septembre 1983) avec la nouvelle république. Pendant les 40 premières années d'indépendance, la république a connu une vie politique démocratique et a fini par devenir membre des Nations unies en 1999. Le renversement démocratique de Teburoro Tito, président réélu pour un 3e et dernier mandat, a abouti à l'élection de l'opposant Anote Tong en 2003 contre son frère Harry Tong, facilement réélu en 2007 et en 2012.